# Aloysius Bourgois
Aloysius Bourgois (Gent, 5 juli 1796 - 25 november 1874) was de tweede generaal-overste van de Broeders van Liefde.

## Levensloop
De Gentenaar Pieter Bourgois was de zoon van Frans Bourgois en Kathelijne Wijngaert. Hij trad in bij de Broeders van Liefde in 1818 en nam de naam Aloysius aan. Hij sprak zijn eeuwige geloften uit op 21 juli 1819.
Hij nam de leiding op zich van de jongensschool in de Bijloke, maar studeerde ondertussen verder en behaalde het getuigschrift van bekwaamheid dat in het Verenigd Koninkrijk der Nederlanden van onderwijzers werd geëist.
In 1822 werd hij bevorderd tot novicemeester en tot vicaris van overste Bernardus De Noter.
Kanunnik Petrus Jozef Triest zag in hem de geschikte man om een school voor gehoor- en spraakgestoorde jongens op te richten en stuurde hem voor de opleiding naar Groningen. In 1825 opende en leidde hij de school. Tegelijk bleef hij tweede in bevel bij De Noter en werd door hem en door Triest opgeleid om verdere verantwoordelijkheid op zich te nemen.
Onmiddellijk na de dood van De Noter werd een verkiezing gehouden, waarbij Bourgois de meeste stemmen behaalde en als nieuwe generaal-overste werd geïnstalleerd. Onder zijn leiding kende de congregatie een gestage groei. Tien jaar na zijn benoeming telde ze 126 leden en in 1857 bij zijn zilveren ambtsjubileum waren het er al 188. In de eerste tien jaar alleen al waren er tien nieuwe vestigingen bijgekomen;
De taken van de overste werden omvangrijk. Hij moest zich actief bezighouden met de opleiding van nieuwe broeders en aangezien ze talrijk waren om in te treden, betekende dit een aanzienlijke opdracht. Het aanvaarden van nieuwe opdrachten gebeurde niet zonder vooraf grondige bespreking en onderhandeling: ook dit was in de eerste plaats een opdracht voor de algemene overste, die hierbij de financiële mogelijkheden steeds nauwlettend moest in de gaten houden. De afspraken gebeurden meestal met lokale besturen, voor wie de congregatie een school of ziekenhuis in beheer nam. Naarmate de jaren vorderden, stelden zich hierbij in stijgende mate moeilijkheden die voortsproten uit de politieke tegenstellingen tussen klerikale en liberale mandatarissen.

## Binnenkerkelijke problemen
Vanaf 1859 had de congregatie af te rekenen met tussenkomsten vanwege het bisdom Gent. De congregatie was een stichting van diocesaan recht, die onder de bevoegdheid viel van de bisschop van Gent. Hadden kanunnik Triest en zijn opvolger kanunnik De Decker evenals de generaal-oversten De Noter en Banckaert steeds op goede voet met de bisschop en zijn medewerkers geleefd en weinig inmenging ondervonden, hierin kwam toen verandering. Toen De Decker werd opgevolgd door priester Theo De Cock, kreeg die van bisschop Lodewijk-Jozef Delebecque (1798-1864) een uitgebreide opdracht die hem in feite de leidende rol gaf over de congregatie en de generaal-overste in een ondergeschikte rol terugdrong.
In 1862 werden daar nog bisschoppelijke wijzigingen aan de statuten aan toegevoegd. Voortaan mocht een generaal-overste slechts gedurende twee opeenvolgende termijnen het mandaat uitoefenen. Hij mocht zijn functie niet meer cumuleren met die van overste van de lokale stichtingen. Het kiesrecht dat toebehoorde aan alle geprofeste broeders, werd gereduceerd tot de overste en één lid per lokale gemeenschap. Hierdoor werd het aantal kiesgerechtigden verminderd van een paar honderd naar twintig. Er moest in de toekomst ook de meerderheid worden bekomen (tot hiertoe won de kandidaat met het meeste stemmen, ook als dit niet de helft van de stemmen was) met desnoods meer dan één stembeurt.
Bij de verkiezing die daarop volgde kon Bourgois dus geen kandidaat meer zijn. Zijn opvolger werd Gregorius Banckaert. Derlebecque kwam zelf de verkiezing voorzitten om zeker te zijn dat alles volgens zijn directieven verliep.

## Opnieuw overste
Toen na drie jaar opnieuw moest gekozen worden, kwam de bisschop opnieuw de verkiezing voorzitten. Bisschop Delebecque was het jaar voordien overleden, zodat het zijn opvolger, bisschop Hendrik-Frans Bracq (1804-1888) was die bij de broeders verscheen. Niemand kon erover verwonderd zijn dat de broeders Bourgois opnieuw in de generaalszetel plaatsten. De congregatie kon niet duidelijker aantonen dat ze zelf wel wist wat het beste was.
In 1868 werd Bourgois uitbundig gevierd naar aanleiding van de vijftigste verjaardag van zijn intrede in de congregatie. Naast een grootse algemene hulde, waarbij een feestgedicht werd voorgedragen speciaal door Guido Gezelle voor de gelegenheid geschreven, werd in ieder huis van de congregatie feestgevierd. Bourgois had veertig jaar de congregatie geleid, van een kleine groep had hij een indrukwekkende congregatie gemaakt met talrijke vestigingen over het ganse land en zelfs al in het buitenland. Zijn medebroeders wisten ook dat hij het niet altijd gemakkelijk had gehad en de congregatie en haar activiteiten had moeten verdedigen tegenover kerkelijke en burgerlijke overheden.
In de herfst van dat jaar waren er weer verkiezingen en weer kwam de bisschop voorzitten. Bourgois behaalde vanaf de eerste stemronde een grote meerderheid. Voortaan waren alle donderwolken geweken. Hij had de volle steun van de geestelijke directeur De Decker en van diens opvolger De Groote.
In 1871 stelde hij zich geen kandidaat meer. Hij bleef niettemin tot aan zijn dood nauw betrokken bij de leiding van de congregatie, als een van de vier algemene raadslieden.